# 堀江久美子
堀江 久美子（ほりえ くみこ、1982年9月8日 -）は、兵庫県加古川市加古川町出身の日本の柔道家。階級は78kg級の選手。身長165cm。血液型はO型。段位は六段。組み手は左組み。得意技は払腰。現在は兵庫県警に所属している。現姓は萩原(はぎはら)。

## 人物
柔道は加古川中学に入学してから始めた。夙川学院高校2年の時には全国高校選手権78kg級で3位となった。
2001年に帝京大学へ進むと、学生体重別決勝では1年から2年連続で筑波大学の長瀬めぐみに敗れて2位にとどまったが、全日本学生柔道優勝大会では2年の時にチームの優勝に貢献した。4年の時には学生体重別の準決勝で長瀬を破ると、決勝でも淑徳大学の中澤さえを指導2で下して優勝を成し遂げた。さらに世界学生でも優勝を飾った。講道館杯は決勝で中澤に敗れて2位だった。
2005年には兵庫県警所属となると、全国警察柔道選手権大会無差別(2008年以降は63kg超級)では2012年まで7連覇を記録することになった(2011年は大会が開催されなかった)。また、講道館杯では大学の1年後輩となる長谷部真弓を指導2で破り初優勝を果たした。続く福岡国際では2回戦で世界チャンピオンであるキューバのユリセル・ラボルデを内股で破ると、決勝でも世界2位の中澤を指導1で下して初優勝を果たした。
2006年には全日本選手権で3位となったが、体重別では決勝で中澤に効果で敗れて2位にとどまった。ワールドカップ国別団体戦のメンバーに選ばれて3位となったが、中澤の控えとなり出番はなかった。講道館杯決勝では了徳寺学園職員の長瀬に敗れて2連覇はならなかった。福岡国際でも決勝で中澤に有効で敗れてこちらも2連覇はならなかった。
2007年の全日本選手権では決勝まで進むも、綜合警備保障の塚田真希に0－3の判定で敗れた。アジア選手権と世界団体では3位となった。2008年の東アジア選手権では優勝を飾るが、嘉納杯では決勝で北京オリンピック金メダリストである中国の楊秀麗に後腰で敗れた。
2010年4月には全日本選手権の準決勝で塚田に警告で敗れたが2度目の3位となった。12月には同じ兵庫県警に勤める警察官と結婚した。2011年には全日本選手権で2度目の決勝進出を果たすが、コマツの杉本美香に横四方固で敗れた。78kg級の選手でありながら無差別で争われる全日本選手権で、左変形の組み手を武器に2位と3位にそれぞれ2度なるなど、無差別での活躍が目立った選手でもある。

## 主な戦績
- 2000年 全国高校選手権 3位
- 2001年 全日本学生柔道優勝大会 2位
- 2001年 学生体重別 2位
- 2002年 学生体重別 2位
- 2002年 全日本学生柔道優勝大会 優勝
- 2003年 学生体重別 3位
- 2004年 全日本学生柔道優勝大会 3位
- 2004年 学生体重別 優勝
- 2004年 講道館杯 2位
- 2004年 世界学生 優勝
- 2005年 オーストリア国際 2位
- 2005年 体重別 3位
- 2005年 - 2010年、2012年 全国警察柔道選手権大会 7連覇(無差別および63kg超級)
- 2005年 講道館杯 優勝
- 2005年 福岡国際 優勝
- 2006年 ドイツ国際 3位
- 2006年 全日本選手権 3位
- 2006年 体重別 2位
- 2006年 講道館杯 2位
- 2006年 ワールドカップ国別団体戦 3位
- 2006年 福岡国際 2位
- 2007年 オーストリア国際 3位
- 2007年 ドイツ国際 5位
- 2007年 全日本選手権 2位
- 2007年 アジア選手権 3位
- 2007年 世界団体 3位
- 2007年 嘉納杯 3位
- 2008年 体重別 3位
- 2008年 東アジア選手権 優勝
- 2008年 講道館杯 3位
- 2008年 嘉納杯 2位
- 2010年 全日本選手権 3位
- 2011年 全日本選手権 2位

(出典、JudoInside.com)